# 1722
Cette page concerne l'année 1722  du calendrier grégorien.
L'année 1722 est une année commune qui commence un jeudi.

## Événements
- 8 mars : les Afghans sunnites révoltés écrasent l'armée séfévide à Gulnabad puis assiègent la capitale Ispahan (fin le 23 octobre)[1].

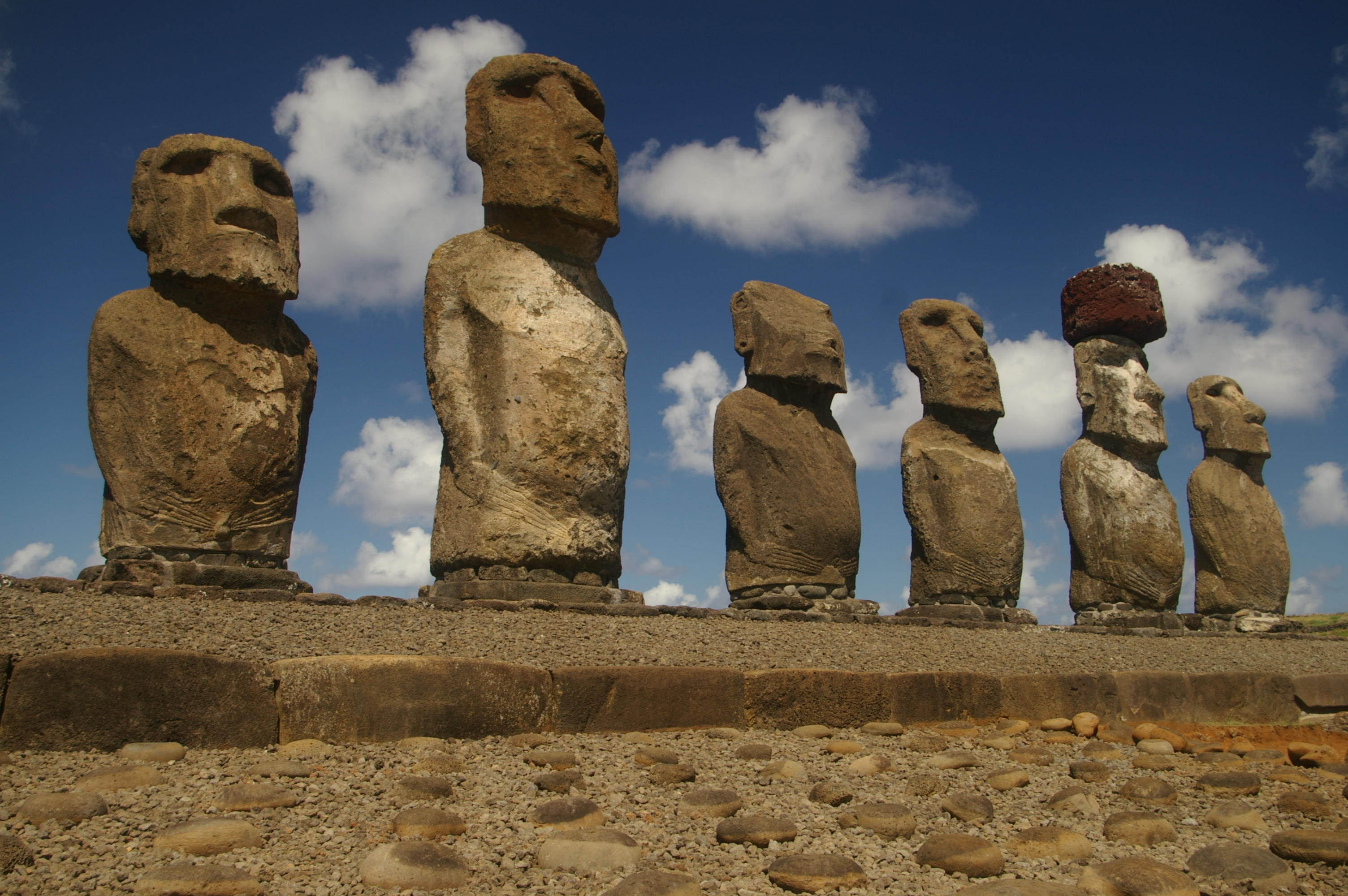
6 avril : l'Île de Pâques.

- 6 avril : l'explorateur néerlandais Jakob Roggeveen découvre l'Île de Pâques[2].

- 26 mai : la capitale de la Louisiane française, à la suite d'une décision prise le 23 décembre 1721 par la Compagnie des Indes, est transférée de Biloxi à La Nouvelle-Orléans[3]. Le 12 septembre, la ville est ravagée par un ouragan[4].

- 13 juin : découverte des îles Samoa par Jakob Roggeveen[5].

- 18 juillet : début d’une campagne russe contre la Perse[6], sous le prétexte de brigandages perses chez les Kalmouks. Les armées russes (100 000 hommes) avancent le long de la Caspienne, prennent Derbent le 23 août, mais sont arrêtés devant Chamakhi. Pendant ce temps, les Arméniens et les Géorgiens attaquent les Turcs. Les mélik du Karabakh, conduits par David Bek, profitent des circonstances pour acquérir leur indépendance (1722-1730)[7].
- 25 juillet : début de la Dummer's War, série d'affrontements entre colons français et anglais aux frontières du Maine et du Massachusetts (fin en 1727)[8].
- 16 août : Joseph François Dupleix s'installe à Pondichéry (fin en 1731)[9].
- 9 septembre, Inde : Saadat Khan est nommé subedar d'Awadh (Oudh)[10]. Il profite du déclin de l'Empire moghol pour fonder la dynastie des Nawab-wazirs d'Awadh, qui règne comme gouverneurs indépendants puis rois de Oudh jusqu'en 1856.

- 23 octobre : fin du siège d'Ispahan. Les Afghans s'emparent de la royauté après l'abdication de Chah Huseyin[1]. L’émir afghan Mir Mahmoud se proclame roi de Perse (fin en 1725) et fonde la dynastie Hotaki. Début du contrôle la tribu afghane Ghilzai sur la Perse (fin en 1736).
  - Les Turcomans de Boukhara s'emparent des provinces septentrionales de la Perse.
  - Les Ottomans avancent en Azerbaïdjan, en Arménie et en Mésopotamie. Ashraf, successeur de Mir Mahmoud en 1725, reconnaît le sultan ottoman comme seigneur et promet de convertir les Perses au sunnisme.

- 17 novembre : arrivée de l'ambassadeur de Pierre Ier de Russie Ivan Unkovski auprès du khan de Dzoungarie[11] ; le tsar promet une aide militaire à Tsewang Rabtan à condition que celui-ci accepte l’annexion du khanat à l’empire russe. Le khan de Dzoungarie refuse et continue la lutte seul contre la Chine.

- 20 décembre : mort de Kangxi, empereur de Chine[12]. Début du règne de Yongzheng (fin en 1735). Il réprime la révolte contre la domination mandchoue des khanats de Koukou-Nor, alliées des Dzoungars.

- Madagascar : début du règne de Andriamhatindriarivo, roi Sakalave de Boina (fin en 1742)[13]. Fils d'Andrianambonniarivo, il établit sa capitale à Marovoay[14].

- L'explorateur français Jean-Baptiste Bénard de la Harpe découvre Little Rock dans l'Arkansas et y établit un poste pour la traite[15].

### Europe
- 12 janvier, Russie : un procureur général, Pavel Iagoujinski, prend la tête du Sénat et tient le rôle d’un Premier ministre[16].

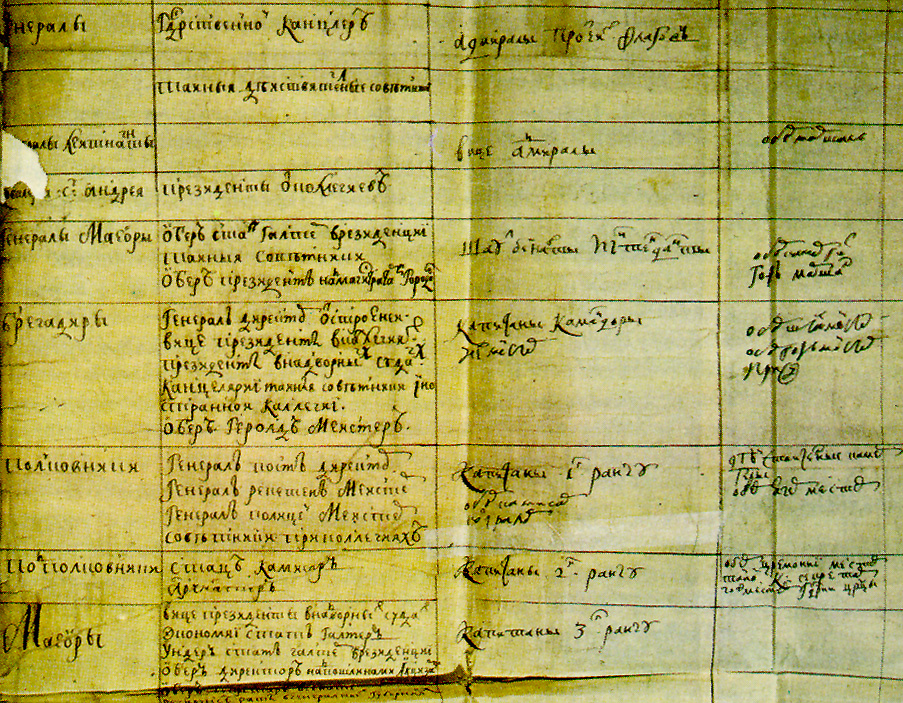
Table des Rangs.

- 24 janvier (13 janvier du calendrier julien), Russie : un oukase crée le tchin ou Table des Rangs qui détermine le degré de dignité dans la noblesse par la hiérarchie des fonctions (14 degrés dont les 8 premiers confèrent la noblesse héréditaire)[17]. Des écoles sont ouvertes. En échange du service obligatoire (7 ans dans l'armée, 10 ans dans les emplois civil, 15 ans dans le commerce ou l'industrie), Pierre Ier de Russie fait de larges concessions aux nobles, qui prennent en main l’administration locale (impôt, police, recrutement). Le servage est étendu et aggravé. Le grand domaine progresse, et la petite propriété tend à disparaître. La population urbaine est divisée en trois guildes ayant chacune des représentants auprès du magistrat (conseil municipal)[18].
- 19 mars-9 mai : élections générales au Royaume-Uni[19].
- 26 mars - le jeune Louis XV se plaint d'une « colique venteuse »[20].
- 30 mars : les États de Transylvanie ratifient la Pragmatique Sanction à Hermannstadt[21].

- 29 avril, Russie : l'Ukraine perd son autonomie administrative ; elle perd le droit d’élire son hetman et est administrée par le collège de Petite-Russie. À la mort de l’hetman Ivan Skoropadski le 3 juillet, la place reste vacante jusqu’en 1727 avec la nomination de Danylo Apostol[22].

- 20 juin : la Diète de Hongrie ratifie la Pragmatique Sanction à Presbourg. Elle accepte à l’unanimité la transmission de l'héritage à Marie-Thérèse, fille de l’empereur Charles VI. La loi de 1722-1723 confirme le statut particulier de la Hongrie ainsi que sa Constitution et les privilèges des états nobiliaires[21].

- 23 août : Francis Atterbury, évêque de Rochester, accusé de conspiration jacobite est arrêté et enfermé dans la Tour de Londres[23].

- 17 octobre, France : autodafé de la planche à billets du système financier de Law[24].
- 25 octobre : Louis XV est sacré roi de France à Reims[25].
- 19 décembre : fondation de la Compagnie Flamande des Indes Orientales ou Compagnie d'Ostende par lettres patentes de l’empereur Charles VI. Formée à initiative du marquis de Priè pour développer le commerce avec l’Orient elle commencera ses activités en juin 1723, en dépit de l’opposition des puissances maritimes (1722-1731)[26].

- Fondation de l’académie des Cadets de Berlin qui forme les cadres de l’armée prussienne[27].

## Naissances en 1722
- 18 janvier : Antonio Rodríguez de Hita,  organiste, maître de chapelle et auteur de traités musicaux espagnol († 21 février 1787).

- 10 juin : Sebastián de Albero, claveciniste espagnol († 30 mars 1756).

- 13 juillet : Claude Antoine Capon de Château-Thierry, général de la Révolution française († 23 novembre 1793).

- 12 août : Giuseppe Baldrighi, peintre baroque (rococo) italien († 22 janvier 1803).

- 22 septembre : Francisco Antonio de Lorenzana y Butrón, cardinal espagnol, archevêque de Tolède († 14 avril 1804).

- 3 octobre : François Véron Duverger de Forbonnais, économiste et financier français adepte d'un « libéralisme égalitaire »[28] est né au Mans et mort le 19 septembre 1800 à Paris.

- 5 octobre : Gregorio Sciroli, compositeur italien († 1781).

- 16 novembre : Clément-Louis-Marie-Anne Belle, peintre français († 29 septembre 1806).

- 3 décembre : Hryhori Skovoroda, philosophe, poète et pédagogue ukrainien († 9 novembre 1794).

- Date précise inconnue :
  - Ahmad Shâh Durrani, premier Padishah d'Afghanistan, émir de Khorasan, roi de Mashad, roi de Pendjab, roi de Sind, roi de Cachemire, fondateur de la dynastie Durrani.
  - Thomas Leland, théologien et historien irlandais († 1785).
  - Gaspare Traversi, peintre italien († 1770).

## Décès en 1722
- 7 janvier : Antoine Coypel, peintre et décorateur français (° 11 avril 1661).
- 29 janvier : Carl Gustav Rehnskiöld, Feld-maréchal suédois (° 6 août 1651).

- 10 février : Bartholomew Roberts, de son vrai nom John Roberts, dit Le Baronet Noir, pirate britannique (° 17 mai 1682).

- 12 avril : Antonio Zanchi, peintre baroque italien de l'école vénitienne (° 6 décembre 1631).

- 4 mai : 
  - Johann Balthasar Burckhardt, homme politique suisse († 3 avril 1642).
  - Claude Gillot, peintre français (° 28 avril 1673).
- 20 mai : Sébastien Vaillant, botaniste français (° 26 mai 1669).

- 28 juin : Pasquale Rossi, peintre baroque italien (° 1641).

- 18 septembre : André Dacier, philologue et traducteur français (° 6 avril 1651).
- 26 septembre : Pieter van der Werff, peintre néerlandais (° 1655).

- 12 novembre, Adriaen van der Werff, peintre, sculpteur et architecte néerlandais (° 21 janvier 1659).

- 20 décembre : Kangxi 康熙 (nom de règne) ou Xuányè 玄晔 (nom personnel), empereur chinois de la dynastie Qing, qui eut le règne le plus long de l'histoire de la Chine, de 1661 à 1722 (° 4 mai 1652).

- Date précise inconnue :
  - Johann Jacob Bach III, musicien allemand (° 1682).
  - Marziale Carpinoni, peintre baroque italien (° 1644).